# Siad Barre
Siad Barre (somali: Mohamed Siad Barre)  (Shilavo i Luuq, 1910 ↔ 1921 - Lagos, 2 de gener de 1995) Muhammad Siad Barre o Muhammad Siyad Barre, fou un militar i polític somali, membre del subclan marehan del grup de clans darod.

## Biografia
El 1941 va ingressar a la policia colonial. El 1950 va ingressar a l'acadèmia militar. Va estudiar a Itàlia i va exercir diversos càrrecs. El 1966 fou nomenat comandant en cap de l'exèrcit.
El 15 d'octubre de 1969 es va concertar una aliança establerta entre polítics i militars somalis dels subclans marehan, ogadeni i dhulbahante del grup de clans darod, coneguda per aliança MOD, que va assolir el poder per mitjà d'un cop d'estat (21 d'octubre). Si bé alguns dels militars eren comunistes, altres van donar suport al cop d'estat per lleialtat de clan. Siad Barre fou nomenat president del Consell Revolucionari i els partits polítics foren prohibits.
Barre va establir un règim comunista que va suposar un avanç en àrees com l'educació (va introduir un nou alfabet amb caràcters llatins) i la sanitat però no va poder eliminar la cultura de clans. La base naval de Berbera fou concedida a la Unió Soviètica. El 1974 fou president de torn de l'Organització de la Unitat Africana (1974-1975). El 1976 va fundar el Partit Socialista Revolucionari de Somàlia, com a partit únic amb el monopoli del poder polític, de marcada tendència comunista prosoviètica.
El 1977, a causa del conflicte intern a Etiòpia on la monarquia havia estat enderrocada, va donar suport al Front d'Alliberament de Somàlia Occidental, un petit grup guerriller del clan ogadeni, que reclamava la separació de l'Ogaden d'Etiòpia i la seva unió a Somàlia, al que va donar subministraments, i va enviar a l'exèrcit somali a lluitar al seu costat dominant amb poc temps quasi tot l'Ogaden; però els soviètics i cubans es van decantar pel nou líder etíop, Menguistu Haile Mariam, i van derrotar els somalis.
Aquesta derrota va provocar un intent de cop d'estat dels subclans del grup darod oposats als ogadenis i marehan, l'abril de 1979, intent que fou sufocat. Barre es va acostar des de llavors als Estats Units als que va concedir la base de Berbera (1980) per deu anys, i va buscar aliances amb Aràbia Saudita i Líbia. Els majeerteen i harti (sota cobert del Front Democràtic de Salvació de Somàlia) es van revoltar el 1982 dirigits per antics oficials de l'exèrcit que havien participat en el cop, i en resposta es va exercir una forta repressió sobre els majeerteen, en la que va tenir part destacada el seu gendre, el general Morgan, tot i que era del subclan majeerteen.
Del 1982 al 1988 Somàlia i Etiòpia van lliurar una constant guerra fronterera que va acabar amb un acord de pau (3 d'abril de 1988) pel qual Somàlia deixava d'ajudar al Front d'Alliberament de Somàlia Oriental i Etiòpia al Moviment Nacional Somali (organització del grup de clans issaq) i al Front Democràtic de Salvació de Somàlia, el que va provocar l'oposició del subclan ogadeni. El 1989 el Moviment Nacional Somali, que havia sortit de les seves bases a Etiòpia, va ocupar bona part del nord-oest del país que va dominar parcialment, però l'exèrcit somali va intervenir massivament i va recuperar la zona (1989-1990), destacant altre cop el seu gendre Morgan en la repressió, especialment a Hargeisa, durament bombardejada.
L'aixecament del grup hawiye, combinat amb la pressió de majeerteen i harti i dels issaq, va acabar minant l'exèrcit, que vers la fi de l'anuy 1990 ja només tenia el suport dels membres del subclan marehan. A meitat de gener de 1991, quan els hawiye eren a 100 km de la capital, Barre va anunciar el retorn al multipartidisme, però ja era massa tard i el 27 de gener, amb les milícies hawiye a la vora del palau presidencial, Barre va fugir a Kenya. Ali Mahdi Muhammad d'un subclan dels hawiye, es va proclamar president provisional en nom del Congrés de la Somàlia Unificada, que no el va acceptar, ja que el su líder era Muhammad Fara Hassan, àlies Aydid, antic militar i ambaixador.
Barre va fugir a Gabarharrey i d'allí a Kenya, i va tractar de reorganitzar les seves tropes amb la col·laboració del Front Nacional Somali, la milícia del subclan marehan que s'havia format sota la direcció dels seus lleials i de la que per un temps va agafar la presidencia el seu gendre el general Muhammad Siyad Hersi, àlies Morgan; Barre va entrar altra vegada al país. La primavera del 1992 va establir la seva residència a Baidoa, però fou derrotat per la milícia del subclan habar gedir dels hawiye dirigida per Muhammad Fara Hassan, àlies Aydid, amb ajut dels rahanweyn, i va haver d'evacuar Baidoa cap a les seves posicions al Jubaland.
En aquest moment donava ja alguns símptomes de senilitat i va quedar apartat de la direcció política i militar, retirant-se a Kenya des on es va traslladar a Nigèria, on va morir el 2 de gener de 1995.